# Рудольф Реш (льотчик)
Рудольф Реш (нім. Rudolf Resch; 7 квітня 1914, Каменц, Німецька імперія — 11 липня 1943, Орел, РРФСР) — німецький льотчик-ас винищувальної авіації, майор люфтваффе (1943). Кавалер Лицарського хреста Залізного хреста.

## Біографія
В 1934 року вступив в люфтваффе. Після закінчення авіаційного училища направлений на службу у винищувальну авіацію. У складі 2-ї ескадрильї 88-ї винищувальної групи легіону «Кондор» брав участь у Громадянській війні в Іспанії. 17 липня 1938 року збив І-15. З 1939 року — інструктор училища важкої винищувальної авіації в Шляйссгаймі. 6 жовтня 1940 року призначений командиром 5-ї ескадрильї 52-ї винищувальної ескадри, з якою брав участь у боях над Ла-Маншем. Учасник Німецько-радянської війни. 17 жовтня 1941 року здобув свою 20-у перемогу. До кінця 1942 року на його рахунку були 64 збиті літаки. З 1 березня 1943 року — командир 4-ї групи 51-ї винищувальної ескадри. Загинув у бою. Всього за час бойових дій збив 93 радянські літаки.

## Нагороди
- Нагрудний знак пілота
- Медаль «За вислугу років у Вермахті» 4-го класу (4 роки)
- Іспанський хрест в золоті з мечами (червень 1939)
- Залізний хрест 2-го і 1-го класу
- Почесний Кубок Люфтваффе (20 грудня 1941)
- Німецький хрест в золоті (27 липня 1942)
- Лицарський хрест Залізного хреста (6 вересня 1942) — за 50 перемог.